# Dipoenura aplustra
Dipoenura aplustra är en spindelart som beskrevs av Zhu och Zhang 1997. Dipoenura aplustra ingår i släktet Dipoenura och familjen klotspindlar. Inga underarter finns listade i Catalogue of Life.